# Studniczka (Czaplinek)
Studniczka (deutsch Klein Stüdnitz) ist ein Wohnplatz in der Woiwodschaft Westpommern in Polen. Er gehört zur Gmina Czaplinek (Gemeinde Tempelburg) im Powiat Drawski (Dramburger Kreis). 
Der Wohnplatz liegt in Hinterpommern, etwa 110 km östlich von Stettin.
Klein Stüdnitz bildete bis 1936 eine eigene Landgemeinde im Kreis Dramburg in der preußischen Provinz Pommern. Im Jahre 1910 wurden in Klein Stüdnitz 42 Einwohner gezählt, im Jahre 1925 45 Einwohner in 12 Haushaltungen. Neben Klein Stüdnitz bestand in der Gemeinde der Wohnplatz Forsthaus Moosfier. Zum 1. April 1936 wurde Klein Stüdnitz in die benachbarte Landgemeinde Hundskopf eingemeindet.
1945 kam Klein Stüdnitz, wie alle Gebiete östlich der Oder-Neiße-Linie, an Polen. Klein Stüdnitz erhielt den polnischen Ortsnamen „Studniczka“.